# 朱宗悫
朱宗愨（？—？），號召南，四川省榮昌縣安富鎮人，曾任重慶市政公所督辦（即後之市長）。

## 經歷[2][3]
- 四川陸軍速成學堂畢業
- 四川鹽運使
- 川北衛戍總司令陳國棟部第一混成旅旅長
- 四川陸軍第一混成旅旅長兼川東清鄉軍總司令[4]
- 第十四混成旅旅長
- 第五混成旅旅長
- 陸軍第三十一師步兵第六十二旅旅長[5]。
- 民國十四年(1925年)4月9日，第十四師師長（楊森部），第七路總指揮。
- 民國十四年(1925年)，國民革命軍第二十一軍第八師師長（劉湘部）。
- 民國十五年(1926年)，任重慶市政公所督辦。
- 1949年時，仍在世。